# ليف ساندول
ليف ساندول (بالسويدية: Leif Sundell)‏ ، من مواليد 15 فبراير 1958 ، حكم كرة قدم سويدي دولي سابق.
و قد حكم في كأس الأمم الأوروبية لكرة القدم 1996 مباراتين.

## روابط خارجية
- ليف ساندول على موقع Soccerway.com (الإنجليزية)